# Theater Hagen

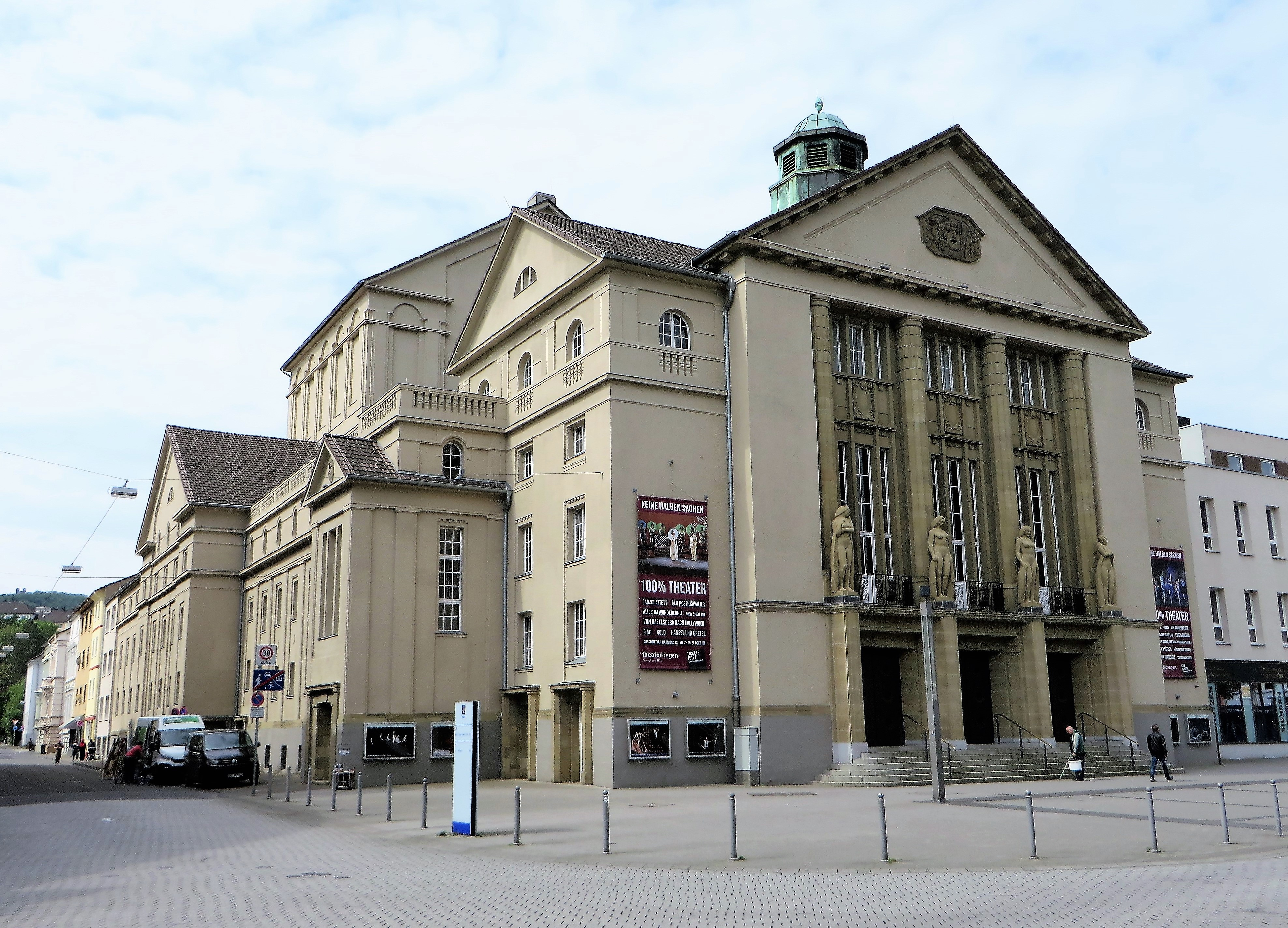
Theater Hagen (2016)

Das Theater Hagen wurde als Städtisches Schauspielhaus am 5. Oktober 1911 eingeweiht und befindet sich im historischen Gebäude in der Hagener Innenstadt. Der programmatische Schwerpunkt liegt im Bereich des Musiktheaters.

## Geschichte

### Von der Planung bis zur Eröffnung

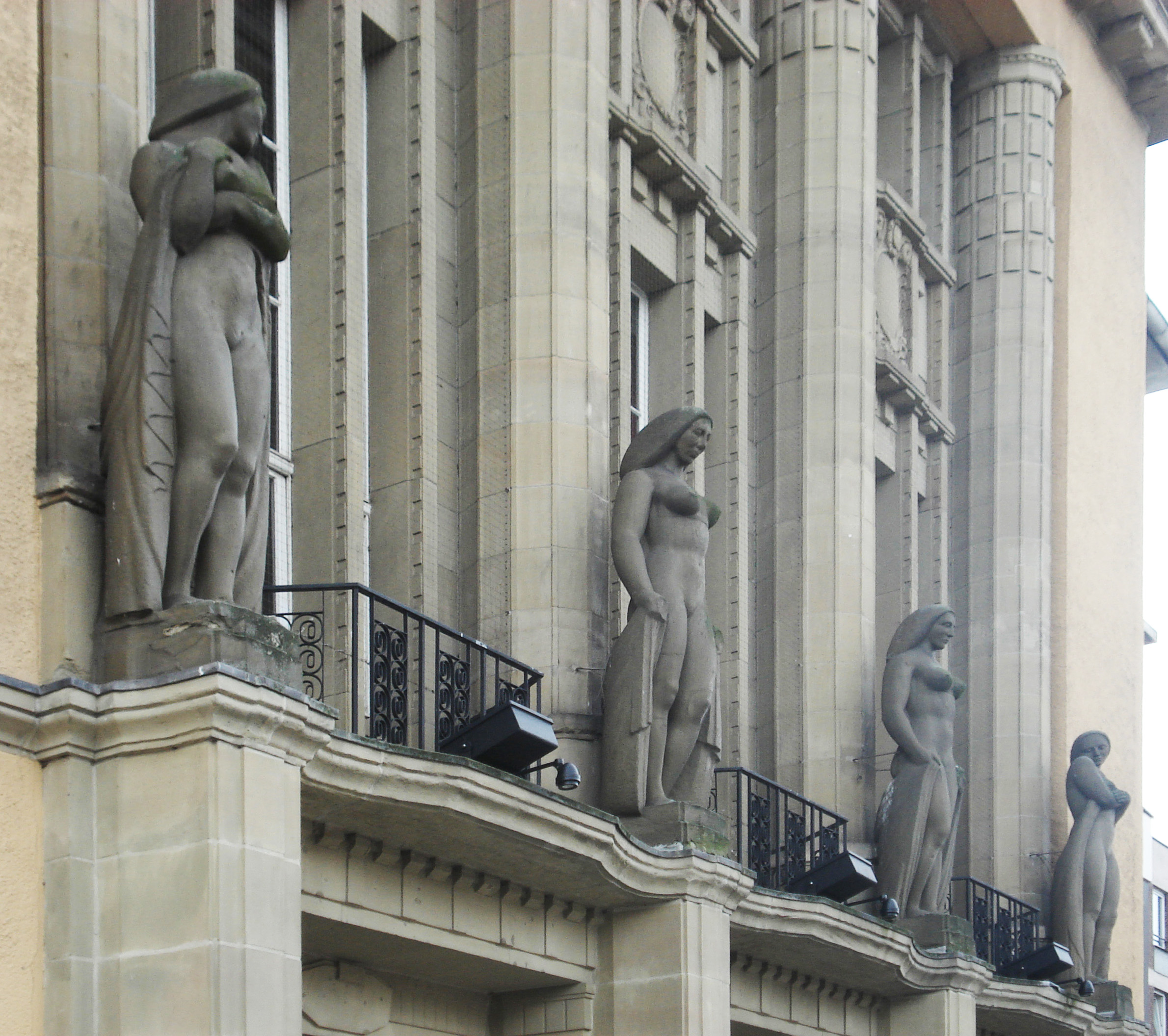
Frauen-Statuen von Milly Steger über dem Portal des Stadttheaters (2009)

Für einen zunächst beabsichtigten Theater- und Konzertsaal-Neubau wurde im April 1909 ein Architekturwettbewerb angekündigt, der jedoch nach kurzer Zeit wegen Wechsel des Bauplatzes und Änderung des Bauprogramms (in einen reinen Theaterbau) aufgeschoben werden musste. Parallel dazu wurde die für das Bauprojekt im Februar 1908 gegründete Hagener Stadthallen-AG zum 28. Juli 1909 in Hagener Theater-AG umbenannt. Mit entsprechend angepassten Vorgaben und Bedingungen konnte der Wettbewerb aber noch im November 1909 abgeschlossen werden. Man entschied sich nach kontroverser Diskussion für den mit dem 2. Preis (in Höhe von 2.000 Mark) ausgezeichneten Wettbewerbsentwurf des damals in Darmstadt tätigen Architekten Ernst Vetterlein, und am 27. Mai 1910 beschloss der Aufsichtsrat der Hagener Theater-AG endgültig den Theater-Neubau an der Elberfelder Straße. Das unter Vetterleins Leitung für rund 650.000 Mark errichtete Gebäude wurde am 5. Oktober 1911 mit einer Aufführung von Friedrich Schillers Wallenstein feierlich eröffnet. Die von der Hagener Bildhauerin Milly Steger geschaffenen vier weiblichen Figuren über dem Portal gaben wegen ihrer Nacktheit Anlass zu Protesten.

### 1911 bis 1933
Intendant des neuen Stadttheaters wurde Oskar Kaiser, der bisherige Direktor des bereits bestehenden Hagener Schauspiel-Ensembles. Während der ersten Spielzeiten dominierte das Schauspiel des eigenen Ensembles gegenüber den eingekauften Operngastspielen von oft liebloser Qualität. Im Jahr 1914 wurde der Hofschauspieler Franz Ludwig Kaisers Nachfolger. Seine Pläne für das Hagener Theater kamen durch den Ersten Weltkrieg bis 1918 nicht zur Ausführung. Eine für das Hagener Musiktheater wichtige Premiere war Carl Maria von Webers Oper Der Freischütz mit hauseigenen Sängern am 20. Juli 1919. In der folgenden Spielzeit wurden dann zum ersten Mal große Opern von unter anderem Richard Wagner, Giuseppe Verdi und Giacomo Puccini in eigener Regie produziert. Die wirtschaftlich unruhigen Zeiten brachten das Theater in große finanzielle Schwierigkeiten, sodass das Haus Anfang der 1920er Jahre vorübergehend geschlossen werden musste.
Die erste Fusion des Theaters Hagen mit den Städtischen Bühnen Münster sollte 1923/24 die Lösung der finanziellen Schwierigkeiten bringen: Hagen wurde Sitz für Oper und Operette, Münster stellte das Schauspiel. Die Leitung beider Häuser hatte der Münsteraner Intendant Max Krüger inne. Doch die Theaterehe verlief nicht wunschgemäß, das Experiment scheiterte. Mit dem ehemaligen Oberspielleiter des Altonaer Theaters Richard Dornseiff kam 1923 ein Intendant an die Hagener Bühne, der mit einer modernen, zeitgenössischen Richtung beim Publikum wenig Zustimmung fand und das Theater bereits nach drei Jahren verlassen musste.
Hanns Hartmann (später Intendant des Westdeutschen Rundfunks) wurde Dornseiffs Nachfolger. Er leitete das Theater mit großem kaufmännischem Geschick; unter seiner Leitung kam es zu einer Reihe technischer Neuerungen. 1930 wurde Paul Smolney Intendant des Theaters, das unter seiner künstlerischen Leitung einen hervorragenden Ruf erlangte. Auch in dieser Zeit wurden Fusionen in Erwägung gezogen, zunächst mit Dortmund, dann mit Wuppertal. Ende 1932 war die Hagener Theater-A.G. nicht mehr in der Lage, das Haus infolge stark zusammengestrichener städtischer Zuschüsse weiter zu führen. Um das Theater dennoch zu erhalten, gründete das Ensemble eine Gesellschaft bürgerlichen Rechts und wählte mit W.G. von Keller und Willie Schmitt zwei Mitglieder als Direktoren.

### Zeit des Nationalsozialismus
Mit der Machtergreifung durch die Nationalsozialisten im Jahr 1933 legten die letzten Direktoren Ende März 1933 nach einem Misstrauensvotum ihre Ämter nieder. Mit der Spielzeit 1933/34 ging die Intendanz in die Hände des NSDAP-Mitglieds Hermann Bender über, der bislang als Opernsänger engagiert war. Aus dem Gemeinschaftstheater wurde eine Aktiengesellschaft. Für die städtischen Bühnen war von nun an das Reichsministerium für Volksaufklärung und Propaganda zuständig. Mitte Oktober 1934 löste die Stadt die Hagener Theater A.G. auf und kaufte das Theater, ohne Abfindung der Aktionäre.
Der Spielplan der Hagener Bühne bot zunächst überwiegend die alten, bewährten Opern und Operetten, auch im Schauspiel standen wenige dezidiert nationalsozialistische Propaganda-Stücke auf dem Spielplan, es wurden heitere Programme bevorzugt. „Die Deutsche Bühne“ in Hagen, später umbenannt in NS-Kulturgemeinschaft, wurde die zweitgrößte Theatergemeinschaft im Deutschen Reich. 1935 begannen die nationalsozialistischen Kulturkammern, jüdische Künstler aus dem Ensemble zu entlassen. Das 25-jährige Jubiläum des Hagener Theaters im Jahr 1936 wurde mit einem Festakt gefeiert, der vor allem dem Eigenlob des neuen Regimes diente.
Auch nach dem Ausbruch des Zweiten Weltkriegs wurde die Bevölkerung zu Theaterbesuchen aufgerufen, neue Opern und Schauspiele wurden angekündigt und neue Künstler engagiert. Erst mit der Spielzeit 1940/41 gab es kriegsbedingte Störungen, unter anderem durch Luftangriffe. Das Theater übernahm in zunehmendem Maße die ihm von Staats wegen übertragene Aufgabe, das Publikum bei guter Laune zu halten, wofür die Regierung auch immense Defizite übernahm. Auch in die Durchhalteparolen für den Endsieg wurden die Theater mit heiteren Programmen für Propagandazwecke eingebunden. Gegen Ende des Krieges wurde das Gebäude durch Luftangriffe stark zerstört, der Spielbetrieb war nicht mehr möglich.

### Nachkriegszeit und Wiederaufbau
Nach Kriegsende im Mai 1945 gab es in Hagen kein Kulturleben mehr. Am 19. August desselben Jahres fand in der Aula der Oberschule in Haspe ein Opern- und Operettenabend statt. Die Turnhalle dieser Schule diente für die nächsten vier Jahre als „Neues Theater“ neben dem Kammermusiksaal der Stadthalle Aufführungsstätte für Schauspiel- und Musiktheater. Als eine der ersten Bühnen baute Hagen nach dem Krieg unter der Leitung von Otto Schönfeldt einen geregelten Theaterbetrieb auf.
Mit Beginn der Spielzeit 1947/48 übernahm Hermann Werner für die nächsten 27 Jahre die Gesamtverantwortung für die Hagener Bühne und musste als erste große Hürde die Währungsreform mit ihren Auswirkungen überwinden. Am 5. September 1949 wurde das wiederaufgebaute Theater mit einer Aufführung des Rosenkavaliers feierlich eröffnet; die 960 Premierengäste waren hauptsächlich die Handwerker, die in nur fünf Monaten das Theater für 430.000 DM restauriert hatten.
1962 schuf der Hagener Künstler Carl Baumann ein großformatiges Wandmosaik für das Theaterfoyer. Der „Paradiesvogel“ symbolisiert die Wiederaufstehung der Künste nach der dunklen Zeit des Nationalsozialismus. Das Mosaik wurde 1994 durch eine Sperrholzwand abgedeckt, auf der Theaterinformationen zu lesen waren. Seit 2020 ist es wieder freigelegt.

### 1950 bis 2000
Am 14. Februar 1950 beschloss die Stadtvertretung Hagens den Verzicht auf die eigene Schauspielsparte. Zunächst wurde dem Hagener Theater das Schauspielhaus Bochum unter der Leitung von Saladin Schmitt zur Seite gestellt. Die Intendanz Hermann Werners sorgte für einen klaren Kurs, Zuverlässigkeit und Kontinuität. Es kam zu steigenden Besucherzahlen – die Platzausnutzung stieg von 41 % (1949) auf 90,6 % (1956) – und künstlerischen Höhepunkten. 1954 erlebte Hagen seine erste zyklische Aufführung von Richard Wagners Ring des Nibelungen. Ab 1956 wurde über elf Spielzeiten das erfolgreiche „Fest der Stimmen“ durchgeführt, bei dem Gesangssolisten von renommierten europäischen Opernhäusern auftraten.
1961 wurde das fünfzigjährige Jubiläum des Theaters gefeiert, u. a. mit Die Meistersinger von Nürnberg. Außerhalb des Theaterabonnements wurde mit „Der Versuch“ eine neue Reihe aufgelegt, die das Publikum mit dem zeitgenössischen musikdramatischen Schaffen bekannt machte. 1962 wurde mit Kiss Me, Kate das erste eigenproduzierte Musical präsentiert.
Nach dem Rückzug des Bochumer Schauspielhauses aus dem Hagener Theaterbetrieb im Jahr 1966 gastierten hier nun Landesbühnen und Tourneetheater. Aufgrund von Sparmaßnahmen der Stadt kam es wiederum zu konkreten Fusionsplänen. Ein Gutachten aus dem Jahre 1969 sprach sich jedoch gegen eine Fusion aus und schlug stattdessen innerbetriebliche Veränderung vor. Eine Theatergemeinschaft mit Dortmund kam nicht zustande.
Ab der Spielzeit 1973/74 stand die Städtische Bühne Hagen für dreizehn Jahre unter der erfolgreichen Leitung des Intendanten Manfred Schnabel. Innerhalb von zwölf Jahren wurde bis 1983 kontinuierlich ein Ballett unter Ballettmeister Janez Samec aufgebaut. Es wurden programmatische Reihen, z. B. „Heitere Oper aus dem osteuropäischen Raum“ oder „Heitere Vorklassik“ eingeführt, die sich über mehrere Jahre durch die Spielpläne zogen. Als Dauereinrichtung wurde 1978 das „Mobile Theater“ ins Leben gerufen, das sowohl für Kinder wie auch für Erwachsene spielte, auch das theaterpädagogische Programm wuchs. Matineen, Sonderveranstaltungen, Werkgespräche, Einführungen und Workshops gehörten bald zum Angebot des Theaters. 1982 wurden die „Tage des Musicals“ initiiert, die alle zwei Jahre auf dem Spielplan standen. Ein Autorenwettbewerb für Musicals wurde ausgerichtet, das Siegerstück in Hagen produziert sowie Workshops und Gastspiele auswärtiger Produktionen präsentiert.
Nachdem Schnabel 1986 ans Essener Theater berufen worden war, übernahm Peter Pietzsch die Leitung des Hagener Theaters. Die musikalische Rückschau auf die Nachkriegsjahre Hörst du mein heimliches Rufen? hatte 1989 im Theatercafé Premiere, die letzte Vorstellung fand im Jahr 2000 im Großen Haus statt. Es wurden vermehrt wieder Schauspiel-Eigenproduktionen gezeigt, zumeist in der Regie von Peter Schütze.
1993 gehörte Strandpiraten von Ethel Smyth zu den Wiederentdeckungen und Uraufführungen von Opern, die die Bühne häufiger ins überregionale Feuilleton brachten. Das Ballett fand einen festen Platz im Spielplan des Theaters. Die Schul- und Jugendtheatertage wurden im Jahr 1999 zum zehnten Mal durchgeführt, ein eigenes Jugendtheaterprogramm stieß auf großes Interesse. Im Rahmen einer intensiven Zusammenarbeit zwischen Theater und Schulen erfolgte auch die Gründung eines neuen Theater-Jugendclubs.

### Ab 2000
Im Jahr 2000 wurde Rainer Friedemann neuer Intendant des Theaters und eröffnete im ersten Jahr seiner Intendanz das Hagener Kinder- und Jugendtheater im Jugendzentrum „Globe“. Das Theater Hagen erhielt 2003 einen modernen Werkstätten- und Bühnen-Neubau, in dem auch zwei neue Spielstätten eingeweiht wurden: die Probe- und Studiobühne opushagen, wo u. a. Liederabende, experimentelles Musiktheater und das Festival TanzRäume ein neues „Kleines Haus“ etablierten, sowie das lutzhagen. Die 1. Internationale AIDS TanzGala, deren Erlös an die AIDS-Hilfe Hagen ging, fand im Jahr 2004 mit Auftritten internationaler Compagnien statt.
Unter der Intendanz von Norbert Hilchenbach wurde 2007 Jake Heggies Oper Dead Man Walking aufgeführt. Es folgten eine Reihe moderner amerikanischer Opern sowie unter anderem Endstation Sehnsucht, die europäische Erstaufführung von Salsipuedes und Street Scene. In der Saison 2007/2008 feierte das Philharmonische Orchester Hagen seinen 100. Geburtstag. Das Ballett profilierte sich mit seinen Ballettabenden weiter und suchte neue Wege in der Arbeit mit Jugendlichen wie z. B. mit BallroomDance oder mit Jugendlichen mit Behinderungen mit dem preisgekrönten Closing the Gap. Für die RUHR.2010 – Kulturhauptstadt Europas präsentierte das Theater Vorstellungen aller Sparten.
Die Aktion „Jeder Schüler ins Theater“, eine Gemeinschaftsaktion von Theaterförderverein und Theater, sollte 2010 jedem Schüler der 3. bis 7. und ab der 10. Klasse aus Hagen und Umgebung einmal im Jahr einen kostenlosen Theaterbesuch in Hagen ermöglichen. Im ersten Jahr waren die ausgewählten Produktionen The Fairy-Queen und die Märchenoper Die drei Rätsel von Detlev Glanert. Die Aktion wurde mit großer Resonanz aufgenommen und fortgesetzt.
Im Jahr 2012 wurde das Theater vom Deutschen Kulturrat aufgrund von seit Jahrzehnten anhaltenden finanziellen Kürzungen auf die Vorwarnliste der Roten Liste Kultur gesetzt (Kategorie 3).

## Finanzierung
Das Hagener Theater wird wesentlich durch die Stadt Hagen finanziert, projektbezogen erhält es auch Zuschüsse aus Landesmitteln.

## Künstlerische Leiter

### Intendanten
- 1911–1914: Oskar Kaiser
- 1914–1923: Franz Ludwig
- 1923–1925: Richard Dornseiff
- 1925–1930: Hanns Hartmann
- 1930–1933: Paul Smolney
- 1933–1945: Herman Bender
- 1947–1973: Hermann Werner
- 1973–1986: Manfred Schnabel
- 1986–2000: Peter Pietzsch
- 2000–2007: Rainer Friedemann
- 2007–2017: Norbert Hilchenbach
- 2017–2025: Francis Hüsers[6]
- ab August 2025: Søren Schuhmacher

### Generalmusikdirektoren
- 1946–1947: Klaus Nettstraeter
- 1949–1970: Berthold Lehmann
- 1971–1972: Reinhard Schwarz
- 1978–1991: Michael Halász
- 1991–1998: Gerhard Markson
- 1998–2003: Georg Fritzsch
- 2003–2008: Antony Hermus
- 2008–2017: Florian Ludwig
- 2017–2025: Joseph Trafton[7]
- ab August 2025: Sebastian Lang-Lessing[8]